# Австралийская комиссия по производительности
Австралийская комиссия по производительности является консультативным органом по микроэкономической политики и регулирования для австралийского правительства. Её независимые законные полномочия входят в Портфель казначейства и подотчётны казначею. Например, его работа включает в себя: исследование экономических последствий старения населения в Австралии, пересмотр режима доступа к газу, последствия акта дискриминации инвалидности, а также экономические последствия отмены тарифов на товары из наименее развитых стран. Комиссия также несёт ответственность за оценку применения защитных мер в соответствии с руководящими принципами Всемирной торговой организации.
Её доклады зачастую являются основой государственной политики. Тем не менее, казначей правительства не обязан действовать по рекомендации Комиссии по производительности и вправе не давать никакого ответа или отказываться действовать.